# Thomas Harris
William Thomas Harris III, född 11 april 1940 i Jackson, Tennessee, är en amerikansk författare av kriminal- och skräckromaner av vilka flera filmatiserats. Han har skapat den fiktiva psykopaten och kannibalen Hannibal Lecter, en överintelligent psykiater som återkommer i flera av Harris böcker.

## Biografi
Harris familj flyttade i slutet av 1940-talet till faderns hemstad Rich, Mississippi, där Thomas Harris växte upp. Fadern hade en liten farm. Harris tog en examen i engelska 1964 vid Baylor University i Texas. Under studierna försörjde han sig genom att skriva för den lokala dagstidningen. Reporterjobbet omfattade även att han täckte mordfall, våldsbrott och polisens arbete. Efter examen reste han runt i Europa ett tag, och väl tillbaka i USA anställdes han av Associated Press och stationerades i New York. Även där arbetade han företrädesvis som kriminalreporter. Detta gav Harris de kunskaper han behövde för att börja skriva bloddrypande noveller som publicerades i tidskrifter och magasin. Han visade tidigt prov på sin känsla för detaljer, något som hängt med under hela hans författarkarriär. 
År 1975 skrev Thomas Harris sin första roman – Svart söndag – en historia om terrorism som filmatiserades 1977 (Black Sunday). År 1981 publicerade Harris romanen Red Dragon (Röda draken), där figuren Hannibal Lecter hade en biroll. Även denna bok blev film med William Petersen (känd bl.a. som kriminalteknikern Gil Grissom i TV-serien CSI) i huvudrollen som polis, Tom Noonan som mördaren och sociopaten Dollarhyde och Brian Cox som dr. Hannibal Lecter. Filmen, som fick namnet Manhunter, gick dock dåligt, men efter att både boken (1988) och filmen The Silence of the Lambs (När lammen tystnar, 1991) gjort världssuccé filmatiserades Röda draken igen under namnet Red Dragon (Röd drake, 2002). Anthony Hopkins spelar dr. Hannibal Lecter i de tre filmerna När lammen tystnar, Hannibal (2001) och Red Dragon. 
Harris har haft svårt att frigöra sig från epitetet "mannen som skapade Hannibal Lecter". Han gick med på att inte bara skriva en roman (2006) utan även filmmanuset till ännu en film (2007) om den otäcke doktorn, denna gång om hur det hela började: Hannibal Rising.

## Filmatiseringar
- Svart söndag (Black Sunday), 1977, regisserad av John Frankenheimer
- Röda draken (Manhunter), 1986, regisserad av Michael Mann
- När lammen tystnar, 1991, regisserad av Jonathan Demme
- Hannibal, 2001, regisserad av Ridley Scott
- Röd drake (Red Dragon), 2002, nyinspelning av Manhunter, regisserad av Brett Ratner
- Hannibal Rising, 2007, regisserad av Peter Webber